# Star Ocean: The Second Story
Star Ocean: The Second Story (スターオーシャンセカンド Suta Ōshan Sekando Sutōrī ? ) é um RPG de ação de Playstation, jogo desenvolvido pela Tri-Ace e publicado pela Enix. É o segundo jogo da série Star Ocean. O jogo dá ao jogador a opção de jogar como Rena ou Claude, com a jornada evolutiva e terminando de forma diferente dependendo das escolhas se faz. Foi também o primeiro jogo da série Star Ocean para ser lançado na América do Norte (em 1999) e Europa (em 2000), cortesia da Sony Computer Entertainment.
O Remake do PlayStation Portable foi anunciado antes da Square Enix 2007 evento do Partido e lançado com o nome de Star Ocean: Second Evolution no Japão em 2008 e na América do Norte e na Europa em 2009.

## Gameplay
Star Ocean:The Second Story tem sua jogabilidade bem semelhante ao do seu antecessor. O jogador vai de cidade em cidade e de calabouço em calabouço, a seguir a história central e, ocasionalmente, ramificando-se para executar missões secundárias. Os personagens ganham pontos de experiência de batalha para subir de Nível, como resultado, tornando-se gradualmente mais forte com o passar do tempo e mais batalhas são travadas.
Second Story como um membro da franquia Star Ocean é um RPG eletrônico onde as batalhas acontecem em tempo real, e o jogador tem o controle manual sobre seu personagem, ao invés de escolher as opções de um menu. 
As batalhas ocorrem em um campo de batalha amplo, sobre a qual o personagem do jogador pode mover-se sem limites, permitindo-lhes golpes de comércio cara-a-cara com o inimigo ou um círculo em torno de um ataque de flanco. Os outros membros do grupo (até 3 outros) são controlados pela AI (Inteligência Artificial), o jogador pode trocar de aliado a uma estratégia para uma das seis diferentes determinadas opções padrão (variando de "fora Spread e atacar" a "Salve o Magic Points "para "Stand Still" e "Don't Do Anything").
O jogo possui um sistema de Skill abrangente. Nove lotes diferentes de habilidades são vendidos em lojas de jogo, uma vez desbloqueado, desta forma, eles devem ser aprendidas aplicando "Skill Points" neles. Algumas habilidades aumentam as estatísticas de um personagem, alguns desbloqueam habilidades especiais, e algumas dão bônus em combate (como a capacidade de contra-ataque). Especialidades permitir que os personagens para criar uma grande variedade de itens, e inclui cozinhar, escrever, compor e musicalidade, Pickpocketing e Formação. Além disso, todo o partido pode contribuir para a "Super Especiais" habilidades como "Master Chef", Blacksmithing, Publishing e " Reverse Side ", que permite que o personagem de contra facção itens valiosos no risco de rebaixamento aliados à sua opinião deles. Cada item criado tem algum tipo de benefício Poções/Comidas restaura Pontos de Vida e/ou Pontos de Magia, aumenta o ganho de Pontos de Experiência, e romances escritos podem ser submetidos a uma editora, com royalties colecionáveis maistarde, mas a cada tentativa exige o dispêndio de um item de consumo, e pode deixar de produzir algo útil.
Finalmente, um mecânico chamado de "ações particulares" permite ao jogador para influenciar as relações entre seus personagens. Durante uma "ação privada", parte do jogador temporariamente quebra durante uma visita a uma cidade, com cada personagem vai sua própria maneira de fazer compras, visitar amigos e família (se disponível) ou relaxar. Só os personagens principais (Claude ou Rena) podem interagir com os seus aliados, muitas vezes com a opção de fazer um desses aliados aumentar sua amizade ou diminuir. Esta "relação de ponto" mecânico pode ter um efeito importante na batalha se amigo próximo do personagem é derrubada, o personagem receberá bônus por um tempo curto e também determina que final de jogo ele irá ver, como cena de cada membro do grupo de execuções de forma diferente dependendo de quem você fez amizades. São 86 finais possíveis (ou 87, dependendo de como se queira contá-los).

## Sinopse
Star Ocean: The Second Story acontece 20 anos depois do jogo original, Star Ocean. Aproximadamente a primeira metade da trama do jogo se passa no planeta expulsar, um planeta subdesenvolvido à beira da sua idade industrial. Em reis expulse ainda dominará grandes reinos, espadas e feitiçaria dominar o campo de batalha, e veleiros ainda são feitos de madeira. De acordo com uma lei da Federação, nomeado o Undeveloped Planet Proteção Tratado, um planeta com tal nível de civilização não pode ser contactado diretamente com nenhum, mas as mais terríveis circunstâncias e mesmo assim, entre em contato deve ser mínimo e secreto. Esta lei é uma reminiscência de Star Trek 's Prime Directive.
O jogo conta a história de Claude C. Kenni, filho de Ronixis J. Kenny, e Lanford Rena, um jovem residente no planeta expulsar. Claude, tendo recentemente sido encomendado como um Ensign na Federação da Terra, é dada a sua primeira missão sob a supervisão de seu pai. Esta primeira missão é fazer um levantamento do planeta Milocinia, onde um campo de energia misteriosa aparece. Quando eles chegam, eles encontram um estrangeiro ruína, cheio de máquinas na sua maioria quebrados. Encontrar um misterioso dispositivo no centro dela, Claude começa a examiná-la de perto, apesar das ordens de manter longe dela. Enquanto ele se aproxima, a máquina ativa, teleportando-lo a expelir.
Em aproximadamente ao mesmo tempo, Rena está descansando em uma floresta nos arredores de sua aldeia, Arlia. Enquanto estava lá, ela é atacada por um monstro. De repente, Claude teletransporta para a área, e, vendo Rena sendo atacado, corre para salvá-la. Ao ver como ela é resgatada, Rena Claude decide que é o "herói da Luz", falada em lendas sobre Expulse: ele chegou a expulsar um grande perigo, ele exerce uma "Espada de Luz" (na verdade a questão do padrão Fase Gun todos os dirigentes da Federação carry) e está vestido de "vestes exóticas". Ela o leva de volta à sua aldeia, Arlia, para comprovação.
Logo depois, o prefeito Arlia explica a Claude que exatamente está acontecendo: Três meses antes, um meteorito caiu no expulsar. Quase imediatamente depois, os monstros começaram a aparecer, e os desastres naturais ocorreram com maior frequência e intensidade. Acreditando que esses eventos foram relacionados, o povo de expulsar o meteorito chamado o "Sorcery Globe". Embora ele explica que não é o herói da Luz, Claude oferece para investigar o Sorcery Globe, na esperança de que ele pode ajudar a levá-lo para casa. Rena auxilia-lo como seu guia nativo, ela ainda acredita que ele é o herói da Luz, e, além disso, espera encontrar o conhecimento de sua filiação, como ela foi descoberta na floresta em uma idade jovem. Sua filiação desconhecida também pode explicar porque ela tem conhecimento de magia de cura, um tema que Expelian Heráldica (mágico) é simplesmente incapaz de cobrir.
Apesar de sua viagem leva-os o caminho mais longo, Claude e Rena (e conforme os personagens do jogador decide recrutar) gerenciar a viagem através expulsar e, finalmente, chegar ao Globo de Feitiço. Lá, eles encontram uma formidável organização de vilões chamado Ten Wise Men. O Globo de Feitiço, que eles chamam de "Quadrática Esfera", é um dispositivo que plantaram em expulsar a fim de conduzi-lo em uma formação maciça de energia: um mundo chamado nede Energia, do qual o Ten Wise Men foi exilado milhares de anos antes. É a sua esperança de voltar a Energia nede usando expulsão de um navio. Eles conseguem: o planeta inteiro de expulsar é incinerado por sua colisão com Energia nede, e "Navio Ronixis, o Calnus, que foi em busca de Claude, é destruída por fogo de armas a partir do Ten Wise Men.
Através de meios não especificados, Claude e Rena sobreviver ao impacto e acordar sobre a Energia nede, que se sente familiarizado com Rena, por algum motivo. Eles são satisfeitos pelo prefeito NARL, nominalmente o governador de toda a raça Nedian, que explica que os dez homens sábios, por que eles foram exilados, e que, agora que eles estão de volta, eles esperam destruir o universo inteiro usando Heráldica avançado. NARL, além disso, anuncia que nede Energia tem a capacidade de restaurar expele pelo (essencialmente) que viaja no tempo a sua volta no momento de sua própria destruição ... Mas somente se os dez Sábios são derrotados. Claude e Rena concorda em ajudar na resistência, e embarcar em viagens diferentes para se fortalecer, obter informações e aprender sobre o inimigo. A fim de descobrir a verdade sobre os Dez Sábios, porém você vai precisar para concluir específicas Ações Privadas. um dos passeios mais tarde leva-los para um laboratório de armas deserta, onde eles descobrem que o destino da mãe de Renata: ela foi morta há um acidente, depois de enviar a sua filha através de um aparelho de teletransporte não foi testado na esperança de salvar sua vida ... Setecentos milhões de anos antes.
Armado com a informação de que o laboratório, o ataque heróis os dez Sábios fortalezam em Fienal, onde eles colocaram um fim ao inimigo uma vez por todas. O final é composto de cenas que descrevem o destino de personagens do partido, e muda um pouco dependendo se você descobriu o Ten Wise identidade verdadeira dos homens e "raison d'être".

## Recepção
Star Ocean: The Second Story foi um sucesso comercial, tendo vendido aproximadamente 1,09 milhões de cópias pelo mundo, com mais de 700.000 cópias vendidas somente no Japão e 370.000 cópias vendidas no exterior. Foi o jogo mais vendido de 1998 no Japão.

## Mídia relacionadas

### Mangá e animê
Mayumi Azuma adaptado jogo da história em um mangá da série que foi primeiro serializado no Japão em Shonen Gangan de 22 de junho de 1999 a 21 de dezembro de 2001. Os capítulos individuais foram compilados em sete tankōbon volumes pela Square Enix . A série de mangá terminou sem chegar a conclusão da história.
Studio Deen adaptou a série de mangá em um episódio de anime seis vinte intitulada Star Ocean EX, que foi ao ar na TV Tokyo a partir de 3 de abril de 2001 até 25 de setembro de 2001. O anime foi lançado para a Região 1 DVD pelo Geneon Entertainment . Para completar a história deixada inacabada pelo mangá e anime, cinco CDs de drama foram lançados no Japão, usando os mesmos dubladores da série de anime.

## Continuação
- Ver artigo principal: Star Ocean: Blue Sphere

Uma sequência intitulada Star Ocean: Blue Sphere foi lançado no Game Boy Color em 2001. A história se passa dois anos depois.

## Remake
Em 2007, foi anunciado que um remake do jogo, chamado de Star Ocean: Second Evolution, era para ser lançado no PlayStation Portable. Inclui gráficos atualizados, animação e dublagem, uma nova tradução, e um personagem extra (Welch Vinha, cuja aparência retroactivos neste jogo faz dela uma parte de cada título da série). O remake foi lançado em abril 3, 2008 no Japão e em 6 de janeiro de 2009 na América do Norte.